# 테리 이글턴
테런스 프랜시스 이글턴 FBA (Terence Francis Eagleton, 1943년 2월 22일~)은 영국의 문학 이론가, 비평가, 대중 지식인이다. 랭커스터 대학의 영문학 석좌교수이다.
이글턴은 40권이 넘는 책을 출판했으며, 대표 저서로 《문학이론입문》(Literary Theory: An Introduction, 1983)이 있다. 《문학이론입문》에서 이글턴은 당대의 신흥 문학 이론을 설명하면서 동시에 모든 문학 이론은 필연적으로 정치적이라고 주장했다. 그는 또한 《포스트모더니즘의 환상》(The Illusions of Postmodernism, 1996), 《이론 이후》(After Theory, 2003) 등을 저술해 포스트모더니즘에 대한 비평가로도 알려져있다. 그의 사상은 마르크스주의와 기독교 신앙의 영향을 받았다.

## 어린 시절
테리 이글턴은 1943년 2월 22일 잉글랜드 그레이터맨체스터주 솔퍼드에서 프랜시스 폴 이글턴(Francis Paul Eagleton)과 로절린 이글턴(Rosaleen Eagleton, 혼전 성 Riley) 사이에서 태어났다. 아일랜드계의 노동계급 가톨릭 가정에서 자라면서 지역 가르멜회 수도원에서 복사로 일했다.

## 경력
이글턴은 케임브리지 대학교의 트리니티 칼리지에서 영문학을 전공했으며 지저스 칼리지에서 레이먼드 윌리엄스의 지도를 받으며 연구자 생활을 했다. 이때 사회주의에 관심을 갖기 시작하며 가톨릭 좌파 잡지인 《슬랜트》(Slant)를 편집했다.
1969년 옥스퍼드 대학교로 옮겨 워덤 칼리지, 리너커 칼리지와 세인트캐서린스 칼리지에서 연구원과 강사를 맡았으며 1992년 토머스 워턴 영문학 교수가 되었다. 2001년 옥스퍼드를 떠나 맨체스터 대학교에서 존 에드워드 테일러 영문학 교수가 되었다.

### 《문학이론입문》과 《이론 이후》
《문학이론입문》(1983년 출간, 1996년 개정)에서 이글턴은 매슈 아놀드에서 시작하여 형식주의, 정신 분석 및 구조주의를 거쳐 후기 구조주의에 이르기까지 문학에 대한 이론적 접근의 역사를 조사한다. 그 과정에서 그는 이론은 필연적으로 정치적이라는 주제를 제시한다. 이론은 항상 관점에 물들지 않고 중립적인 것처럼 제시되지만, 사실 정치적 관점을 피하는 것은 불가능하다. 피터 배리는 이 책이 "문학 이론의 '공고화'에 크게 기여했고 학부 커리큘럼에 이를 확고히 확립하는 데 도움이 되었다"고 말했다. 문학 비평에 대한 이글턴 접근 방식은 마르크스주의 전통에 확고하게 뿌리를 둔 접근 방식이지만, 그는 또한 구조주의, 라캉식 분석 및 해체와 같은 보다 최근의 사고 방식에서 나온 기술과 아이디어를 통합했다. 회고록 《게이트키퍼》(Gatekeeper)에 따르면 이글턴의 마르크스주의는 결코 단순한 학문적 추구가 아니다. 그는 옥스포드에 있는 동안 국제 사회주의자 크리스토퍼 히친스와 함께 노동자 사회주의 연맹에서 활동했으며 《런던 리뷰 오브 북스》(London Review of Books)에 정기적으로 기고했다.
《이론 이후》에서 이글턴은 푸코의 문화 이론, 포스트모더니스트, 데리다 등을 돌아보면서 그 성과와 실패를 평가하고 추구해야 할 새로운 방향을 제시한다. 그는 그 이론들의 위대한 업적으로 연구 대상의 확장(젠더, 섹슈얼리티, 대중 문화, 탈식민주의 등을 포함)과 전통적인 가정에 대한 광범위한 자기 반성 비판을 평가한다. 그러나 이글턴은 다음과 같은 심각한 실수들을 지적한다. 규범에 대한 공격과 진리의 상대성에 대한 주장은 억압을 비판할 힘이 없게 만든다. 객관성을 거부하고 모든 형태의 본질주의를 (지나치게) 거부하는 것은 인식되지 않은 이상주의 또는 궁극적으로 죽음에 대한 무의식적인 두려움에서 태어난 인간의 물질성에 대한 최소한의 무지를 나타낸다. 그리고 문화 연구는 올바른 정치와 불가분의 관계에 있는 윤리에 대한 고려를 잘못 피했다. 이글턴이 문화 연구에서 탐구해야 할 새로운 길로 제공하는 것은 무엇보다도 미덕과 정치, 그리고 그것들이 어떻게 실현될 수 있는지이다. 윤리와 결부하여 《이론 이후》는 이러한 정치적 측면을 구체화한 후, 인간은 궁핍하고 타인에게 의존하며 존재한다는 것, 그들의 자유가 죽음이라는 공통의 사실에 묶여있다는 것을 극복한다.

## 저서
- Literary Theory: An Introduction (1983)
  - 테리 이글턴 (1989). 《문학이론입문》. 번역 김명환 외. 창작과비평사. ISBN 9788936410742.
  - 테리 이글턴 (2006). 《문학이론입문》. 번역 김현수. 인간사랑. ISBN 9788974188061.
- The Illusions of Postmodernism (1996)
  - 테리 이글턴 (2000). 《포스트 모더니즘의 환상》. 번역 김준환. 실천문학사. ISBN 9788939203853.
- After Theory (2003)
  - 테리 이글턴 (2010). 《이론 이후》. 번역 이재원. 길. ISBN 9788964450208.
- Reason, Faith, and Revolution: Reflections on the God Debate (2009)
  - 테리 이글턴 (2010). 《신을 옹호하다》. 번역 강주헌. 모멘토. ISBN 9788991136229.
- Why Marx Was Right (2011)
  - 테리 이글턴 (2012). 《왜 마르크스가 옳았는가》. 번역 황정아. 길. ISBN 9788964450550.
- Culture (2016)
  - 테리 이글턴 (2021). 《문화란 무엇인가》. 번역 이강선. 문예출판사. ISBN 9788931021578.

## 같이 보기
- 기독교 공산주의
- 문화막시즘